# Ridgefield (New Jersey)
Ridgefield ist eine Stadt im Bergen County, New Jersey, USA. Das U.S. Census Bureau hat bei der Volkszählung 2020 eine Einwohnerzahl von 11.501 ermittelt.

## Geographie
Die geographischen Koordinaten der Stadt sind 40°49'57" nördliche Breite und 74°0'18" westliche Länge.
Nach den Angaben des United States Census Bureaus hat die Stadt eine Gesamtfläche von 7,4 km2, wovon 6,8 km2 Land und 0,7 km2 (9,06 %) Wasser ist.

## Demographie
Nach der Volkszählung von 2000 gibt es 10.830 Menschen, 4.020 Haushalte und 2.966 Familien in der Stadt. Die Bevölkerungsdichte beträgt 1.602,1 Einwohner pro km2. 75,87 % der Bevölkerung sind Weiße, 0,77 % Afroamerikaner, 0,08 % amerikanische Ureinwohner, 17,42 % Asiaten, 0,04 % pazifische Insulaner, 3,50 % anderer Herkunft und 2,32 % Mischlinge. 13,80 % sind Latinos unterschiedlicher Abstammung.
Von den 4.020 Haushalten haben 32,1 % Kinder unter 18 Jahre. 59,7 % davon sind verheiratete, zusammenlebende Paare, 9,9 % sind alleinerziehende Mütter, 26,2 % sind keine Familien, 23,0 % bestehen aus Singlehaushalten und in 11,8 % Menschen sind älter als 65. Die Durchschnittshaushaltsgröße beträgt 2,69, die Durchschnittsfamiliengröße 3,19.
21,8 % der Bevölkerung sind unter 18 Jahre alt, 6,3 % zwischen 18 und 24, 31,5 % zwischen 25 und 44, 23,3 % zwischen 45 und 64, 17,1 % älter als 65. Das Durchschnittsalter beträgt 40 Jahre. Das Verhältnis Frauen zu Männer beträgt 100:93,7, für Menschen älter als 18 Jahre beträgt das Verhältnis 100:88,8.
Das jährliche Durchschnittseinkommen der Haushalte beträgt 54.081 USD, das Durchschnittseinkommen der Familien 66.330 USD. Männer haben ein Durchschnittseinkommen von 47.975 USD, Frauen 36.676 USD. Der Prokopfeinkommen der Stadt beträgt 25.558 USD. 6,6 % der Bevölkerung und 4,7 % der Familien leben unterhalb der Armutsgrenze, davon sind 6,4 % Kinder oder Jugendliche jünger als 18 Jahre und 6,7 % der Menschen sind älter als 65.

## Wirtschaft
Die Bergen Generating Station liegt in der Stadt. Das Kraftwerk wird mit Erdgas, notfalls auch mit Erdöl bzw. Erdölprodukten betrieben. Es versorgt New Jersey mit seinen 1.219 Megawatt weit über die Stadtgrenzen von Ridgefield hinaus mit Elektrischer Energie. Es ist der wichtigste Arbeitgeber der Stadt und kurbelt damit die restliche Wirtschaft der Stadt an.

## Belege
1. ↑  www.ridgefieldnj.gov. (abgerufen am 8. Januar 2025).
2. ↑  Explore Census Data Total Population in Ridgefield borough, New Jersey. Abgerufen am 9. Februar 2023.
3. ↑  Bergen Generating Station